# ENFP
Thuật ngữ ENFP, được viết tắt từ Extraversion (Hướng ngoại) - INtuition (Trực giác) - Feeling (Tình cảm) - Perception (Linh hoạt), là một trong 16 loại tính cách trong Trắc nghiệm tính cách Myers-Briggs (MBTI). Nhóm người có tính cách đặc trưng là ENFP (ENFPs), được mệnh danh là Người truyền cảm hứng (Champion, Encourager), là một trong những nhóm khá hiếm của 16 loại tính cách, chỉ chiếm 8% dân số thế giới. Nữ chiếm 9.7% dân số, Nam chiếm 	6.4% dân số. ENFPs thường được đánh giá là những người luôn tràn đầy năng lượng tích cực, thân thiện, vui vẻ và cởi mở. ENFP có 2 loại: ENFP-A (Assertive Encourager) "Người truyền cảm hứng quyết đoán" và ENFP-T (Turbulent Encourager) "Người truyền cảm hứng hỗn loạn".